# Calosoma usgentensis
Calosoma usgentensis is een keversoort uit de familie van de loopkevers (Carabidae). De wetenschappelijke naam van de soort is voor het eerst geldig gepubliceerd in 1874 door Solskyi.
De kever wordt 18 tot 28 millimeter lang en is brachypteer (kan niet vliegen).
De soort komt voor in Kirgizië en Oezbekistan op hoogtes van 1500 tot 2100 meter boven zeeniveau.